# Lista dos membros da Expedição Transantártica Imperial
A Expedição Transantártica Imperial foi uma tentativa de atravessar o continente Antárticoo, sem sucesso, liderada por Ernest Shackleton. Os membros da expedição foram divididos em dois grupos: o do mar de Weddell, cujo objectivo era a travessia propriamente dita; e o grupo de apoio, o Grupo do Mar de Ross, que tinha a responsabilidade de instalar depósitos de mantimentos e combustível no lado oposto do Polo, para os membros do mar de Weddel. Ambos os grupos eram constituídos por 28 homens. O navio do grupo do Mar de Ross Endurance ficou preso numa placa de gelo e nunca conseguiram efectuar a travessia. O grupo  do Mar de Weddel foi salvo, mas alguns membros do outro grupo morreram depois do navio de apoio Aurora ter sido arrancado do seu ancoradouro e ter ficado à deriva, deixando o grupo terrestre em terra.
Os nomes e as datas são indicadas quando conhecidas. Depois do afundamento do Endurance, o grupo do Mar de Weddell passou vários meses acampado no gelo antes de chegar à Ilha Elefante em três barcos salva-vidas retirados do navio principal: o James Caird, o Dudley Docker e o Stancomb Wills.
Alguns dos membros iniciais da expedição saíram para participarem na Primeira Guerra Mundial, enquanto outros regressaram a Inglaterra depois do navio atracar em Buenos Aires.

## Grupo do Mar de Weddell
| Nome                  | Nasceu em | Morreu em | Barco                 | Posição                                   | Informação adicional |
| --------------------- | --------- | --------- | --------------------- | ----------------------------------------- | --- |
| Sir Ernest Shackleton | 1874      | 1922      | James Caird (Cap.)    | Comandante                                | Grupo de resgate do James Caird. |
| Frank Wild            | 1873      | 1939      | James Caird           | Segundo-no-comando                        | |
| Frank Worsley         | 1872      | 1943      | Dudley Docker (Cap.)  | Capitão do Endurance                      | Grupo de resgate do James Caird |
| Frank Hurley          | 1885      | 1962      | James Caird           | Fotógrafo                                 | |
| Huberht Hudson        | 1886      | 1942      | Stancomb Wills        | Navegador                                 | |
| Lionel Greenstreet    | 1889      | 1979      | Dudley Docker         | Primeiro Oficial                          | |
| Tom Crean             | 1877      | 1938      | Stancomb Wills (Cap.) | Segundo Oficial                           | Grupo de resgate do James Caird |
| Alfred Cheetham       | 1867      | 1918      | Dudley Docker         | Terceiro Oficial                          | |
| Lewis Rickinson       | 1883      | 1945      | Stancomb Wills        | Engenheiro-chefe                          | Teve um ataque cardíaco enquanto estava na Ilha Elefante |
| Alexander Kerr        | 1892      | 1964      | Dudley Docker         | Segundo Engenheiro                        | |
| James McIlroy         | 1879      | 1968      | Stancomb Wills        | Cirurgião                                 | |
| Alexander Macklin     | 1889      | 1967      | Dudley Docker         | Cirurgião                                 | |
| Robert Clark          | 1882      | 1950      | James Caird           | Biólogo                                   | |
| Leonard Hussey        | 1891      | 1964      | James Caird           | Meteorologista                            | |
| James Wordie          | 1889      | 1962      | James Caird           | Geólogo                                   | |
| Reginald James        | 1891      | 1964      | James Caird           | Físico                                    | |
| George Marston        | 1882      | 1940      | Dudley Docker         | Artista                                   | |
| Thomas Orde-Lees      | 1877      | 1958      | Dudley Docker         | Fiel-de-armazém e especialista em motores | |
| Harry "Chippy" McNish | 1874      | 1930      | James Caird           | Carpinteiro                               | Grupo de resgate do James Caird. Não foi nomeado para a Medalha Polar. |
| Charles Green         | 1888      | 1974      | James Caird           | Cozinheiro                                | |
| William Stephenson    | 1889      | 1953      | Stancomb Wills        | Fogueiro/Bombeiro                         | Não foi nomeado para a Medalha Polar. |
| Ernest Holness        | 1892      | 1924      | Dudley Docker         | Fogueiro/Bombeiro                         | Não foi nomeado para a Medalha Polar. |
| John Vincent          | 1879      | 1941      | James Caird           | Contramestre                              | Grupo de resgate do James Caird. Não foi nomeado para a Medalha Polar. |
| Timothy McCarthy      | 1888      | 1917      | James Caird           | Marinheiro                                | Grupo de resgate do James Caird. |
| Walter How            | 1885      | 1972      | Stancomb Wills        | Marinheiro                                | |
| William Bakewell      | 1888      | 1969      | Stancomb Wills        | Marinheiro                                | Recrutado em Buenos Aires. Norte-americano que afirmou ser canadiano para ser contratado. |
| Thomas McLeod         | 1869      | 1960      | Dudley Docker         | Marinheiro                                | |
| Perce Blackborow      | 1894      | 1949      | Stancomb Wills        | Camareiro                                 | Entrou como clandestino em Buenos Aires. Teve que amputar os dedos do pé esquerdo depois de sofrer de gangrena; os cirurgiões foram Macklin e McIlroy na Ilha Elefante.                                                         |
| Sir Daniel Gooch      | 1869      | 1926      | -                     | Tratador dos cães (temporário)            | Nunca foi considerado como membro permanente da expedição; ajudou Shackleton quando o tratador de cães principal se despediu da expedição no último momento. Regressou a Inglaterra quando o Endurance parou na Geórgia do Sul. |
| Mrs. Chippy           |           | 1915      | -                     | Mascote                                   | Gata de McNish. Foi abatida no dia seguinte ao afundamento do Endurance. |

## Grupo do Mar de Ross
| Nome                           | Nasceu em | Morreu em | Posição             | Informação adicional        |
| ------------------------------ | --------- | --------- | ------------------- | --------------------------- |
| Aeneas Mackintosh              | 1879      | 1916      | Comandante          | Morreu durante a expedição. |
| Ernest Joyce                   | 1875      | 1940      | Trenós e cães       |                             |
| Ernest Wild                    | 1879      | 1918      | Fiel-de-armazém     |                             |
| Reverendo Arnold Spencer-Smith | 1883      | 1916      | Capelão e Fotógrafo | Morreu durante a expedição. |
| John Lachlan Cope              | 1893      | 1947      | Biólogo e Cirurgião |                             |
| Alexander Stevens              | 1886      | 1965      | Cientista-chefe     |                             |
| Richard W Richards             | 1893      | 1985      | Físico              |                             |
| Andrew Keith Jack              | 1885      | 1966      | Físico              |                             |
| Irvine Gaze                    | 1890      | 1978      | Assistente geral    |                             |
| Victor Hayward                 |           | 1916      | Assistente geral    | Morreu durante a expedição. |

| Nome                       | Nasceu em | Morreu em | Posição                               | Informação adicional                                                                |
| -------------------------- | --------- | --------- | ------------------------------------- | ----------------------------------------------------------------------------------- |
| Aubrey Howard Ninnis       |           | 1956      | Especialista em tractores motorizados | Escolhido para o grupo terrestre mas ficou no Aurora quando o navio ficou à deriva. |
| Lionel Hooke               | 1895      | 1974      | Operador de telegrafo sem fios        | Escolhido para o grupo terrestre mas ficou no Aurora quando o navio ficou à deriva. |
| Joseph Stenhouse           | 1887      | 1941      | 1º Oficial (posteriormente Capitão)   |                                                                                     |
| Leslie Thompson            |           |           | 2º Oficial                            |                                                                                     |
| Alfred Larkman             |           | 1962      | Engenheiro-chefe                      |                                                                                     |
| C. Adrian Donnelly/Donolly |           |           | 2º Engenheiro                         |                                                                                     |
| James Paton                | 1869      | 1918      | Contramestre                          |                                                                                     |
| Clarence Maugher/Mauger    |           |           | Carpinteiro                           |                                                                                     |
| Sydney Atkin               |           |           | Marinheiro                            |                                                                                     |
| Arthur Downing             |           |           | Marinheiro                            |                                                                                     |
| William Kavanagh           |           |           | Marinheiro                            |                                                                                     |
| A. "Shorty" Warren         |           |           | Marinheiro                            |                                                                                     |
| Charles Glidden            |           |           | Marinheiro                            |                                                                                     |
| S. Grady/Grade             |           |           | Fogueiro                              |                                                                                     |
| William Mugridge           |           |           | Fogueiro                              |                                                                                     |
| Harold Shaw                |           |           | Fogueiro                              |                                                                                     |
| Edward Wise                |           |           | Cozinheiro                            |                                                                                     |
| Emile d'Anglade            |           |           | Camareiro                             |                                                                                     |